# Dendrobium purpureum
Dendrobium purpureum là một loài thực vật có hoa trong họ Lan. Loài này được Roxb. mô tả khoa học đầu tiên năm 1832.

## Hình ảnh

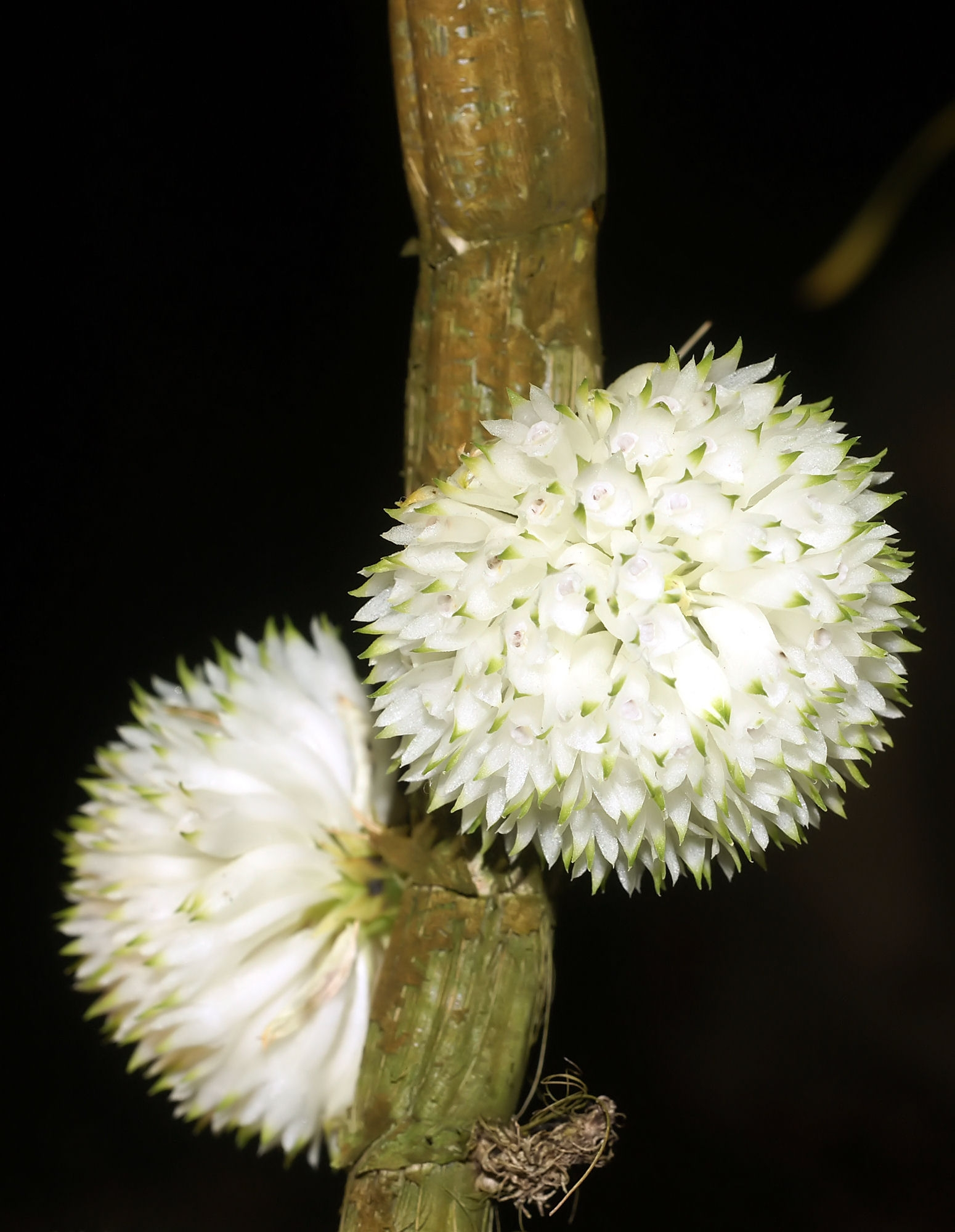
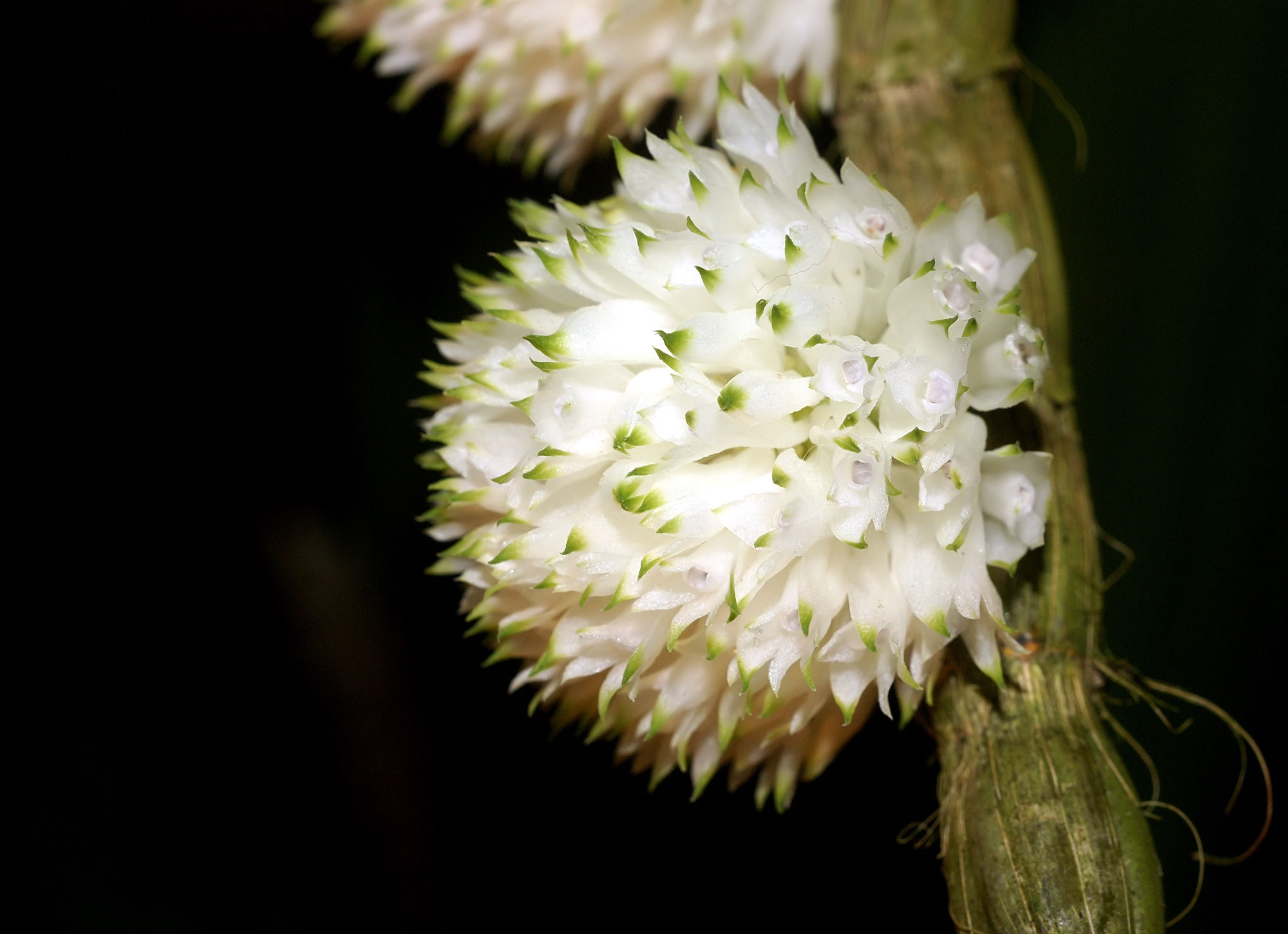